# Claudia Pascual
Pascual  Grau est un nom espagnol. Le premier nom de famille, en général paternel, est Pascual ; le second, en général maternel, souvent omis, est Grau.
Claudia Pascual Grau (Santiago, 14 décembre 1972) est une anthropologue sociale et femme politique chilienne, militante du Parti communiste.
Le 11 mars 2014, elle est nommée ministre directrice du Service National de la Femme par Michelle Bachelet, et devient la première communiste en 41 ans à faire partie d'un gouvernement chilien. Le 3 juin 2016 elle est nommée officiellement ministre de la Femme et de l'Égalité des Genres, portefeuille créé en mars 2015 : elle prend ses fonctions en juin 2016. Elle quitte le ministère le 11 mars 2018, à la fin du mandat de Michelle Bachelet.

## Biographie
Elle étudie l'anthropologie sociale à l'Université du Chili. Elle a été professeure dans plusieurs institutions chiliennes (universités, écoles syndicales et écoles de femmes, entre autres). Elle a été coordinatrice du Programme de Prévention de la Consommation de Drogues et d'Alcool de la Direction du bien-être étudiant de l'Université du Chili.

## Carrière politique

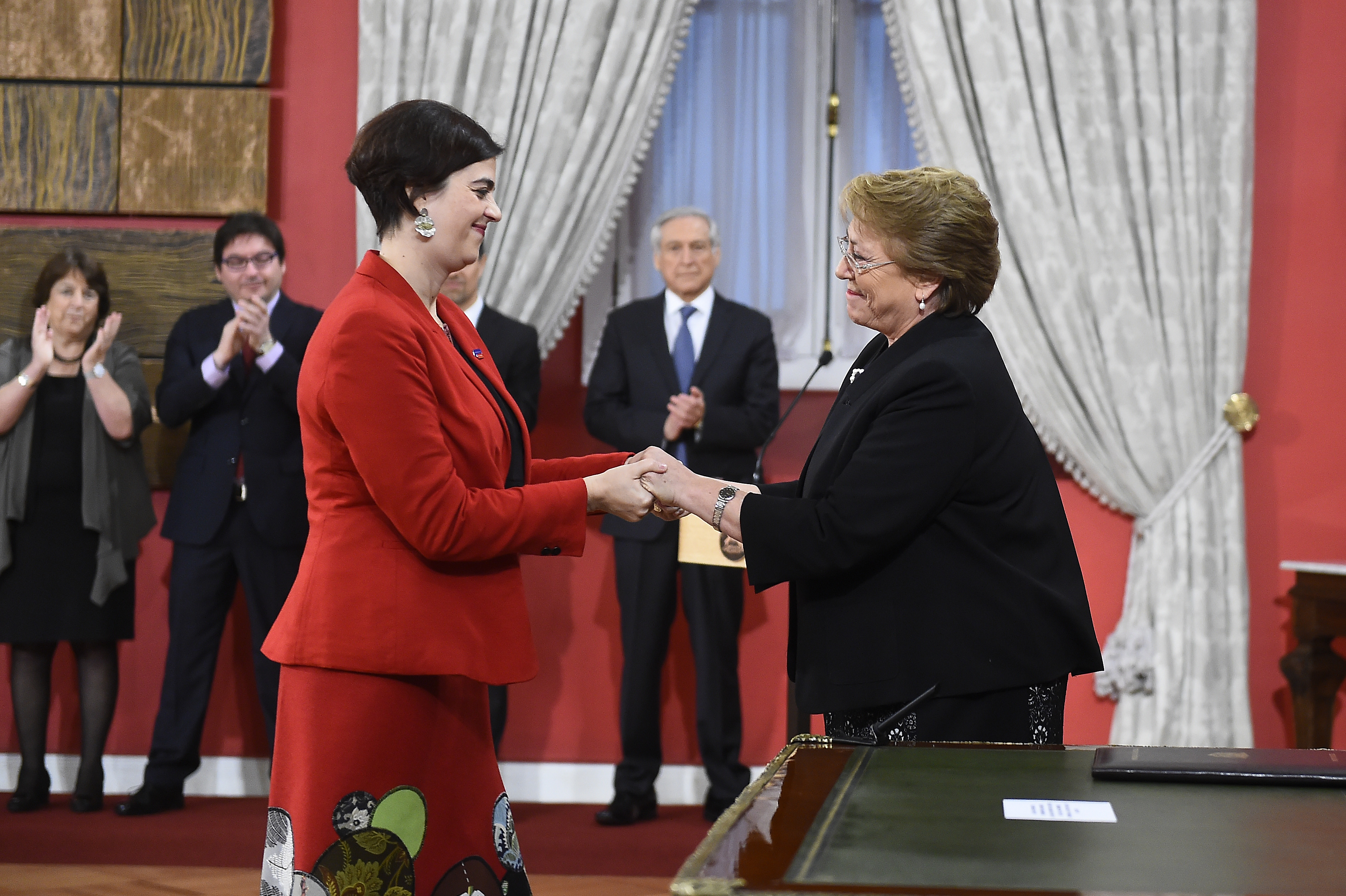
Pascual lors de sa nomination comme ministre de la Femme et de l'Égalité des Genres, en juin 2016.

Elle est militante du Parti Communiste du Chili (PCCh) depuis ses 13 ans : elle y a été secrétaire régionale, membre du Comité Central, et responsable nationale des Femmes. En 2001 et 2005 elle est candidate pour le PCCh au poste de députée à Santiago. Entre 2002 et 2005, elle est secrétaire exécutive de l'Institut des Sciences Alejandro Lipschutz (ICAL).
Lors des élections municipales de 2008 elle est élue conseillère municipale de Santiago. Elle est réélue lors des élections de 2012.Elle démissionne le 5 mars 2014.
Le 24 janvier 2014, la présidente élue Michelle Bachelet Jeria la choisit pour le poste de ministre directrice du Service National de la Femme. Elle prend ses fonctions le 11 mars 2014, avec le reste du nouveau gouvernement. Elle devient ainsi la première militante communiste membre d'un gouvernement chilien depuis 1973, pendant la présidence de Salvador Allende.
Le 3 juin 2016 elle est la première personne nommée ministre de la Femme et l'Équité de Genre, portefeuille ministériel créé par la loi 20820, du 20 mars 2015 : elle prend ses fonctions le 1er juin 2016.

## Historial Électoral

### Élections parlementaires de 2001
- Élections parlementaires de 2001, pour le District 22, Santiago

| Candidat                       | Pacte                           | Parti | Votes  | %     | Résultat |
| ------------------------------ | ------------------------------- | ----- | ------ | ----- | -------- |
| Carlos Sánchez Soto            | Parti Communiste                | PC    | 2455   | 2,26  |          |
| Claudia Pascual Grau           | Parti Communiste                | PC    | 3266   | 3,01  |          |
| Raúl Veloso Ferrari            | Parti Humaniste                 | PH    | 1100   | 1,01  |          |
| Enrique Herrera Noya           | Parti Humaniste                 | PH    | 691    | 0,64  |          |
| Alberto Cardemil Herrera       | Alliance pour le Chili          | RN    | 42 772 | 39,40 | Député   |
| Juan Pablo Aguerreberry Tesler | Alliance pour le Chili          | UDI   | 8362   | 7,70  |          |
| Carolina Tohá Moraux           | Concertation pour la Démocratie | ILE   | 32 965 | 30,36 | Députée  |
| Álex Figueroa Muñoz            | Concertation pour la Démocratie | PDC   | 16 960 | 15,62 |          |

### Élections municipales de 2004
- Élections municipales de 2004, pour le Conseil Municipal de Santiago

(Le tableau ne montre que les candidats avec plus d'1% des votes et les candidats élus, d'un total de 20 candidats)
| Candidat                  | Pacte                  | Parti    | Votes  | %     | Résultat               |
| ------------------------- | ---------------------- | -------- | ------ | ----- | ---------------------- |
| María Sillage León Ruiz   | Alliance pour le Chili | UDI      | 43.249 | 41,37 | Conseillère municipale |
| Ximena Lyon Parot         | Concertation           | PDC      | 19.780 | 18,92 | Conseillère municipale |
| Jaime Tohá Lavanderos     | Concertation           | Ind. PS  | 7.794  | 7,45  | Conseiller municipal   |
| Leonardo Véliz Díaz       | Concertation           | Ind. PPD | 5.997  | 5,74  | Conseiller municipal   |
| Ismael Calderón Larach    | Concertation           | PS       | 5.236  | 5,01  |                        |
| Claudia Pascual Grau      | Juntos Podemos Más     | PC       | 3.344  | 3,20  |                        |
| Miriam Señoret Soto       | Concertation           | PRSD     | 2.633  | 2,52  |                        |
| Álvaro Undurraga Juillet  | Alliance pour le Chili | RN       | 2.229  | 2,13  | Conseiller municipal   |
| Gerardo Guzmán Torres     | Concertation           | PDC      | 2.030  | 1,94  | Conseiller municipal   |
| Rolando Jiménez Pérez     | Concertation           | Ind. PPD | 2.030  | 1,94  |                        |
| Felipe Alessandri Vergara | Alliance pour le Chili | RN       | 1993   | 1,91  | Conseiller municipal   |
| Claudio Fleurs Aqueveque  | Concertation           | PDC      | 1.623  | 1,55  |                        |
| Hernán Bustos Rodríguez   | Juntos Podemos Más     | PH       | 1.407  | 1,35  |                        |
| Juan Jorge Lien Rodríguez | Alliance pour le Chili | UDI      | 1.072  | 1,03  | Conseiller municipal   |

### Élections parlementaires de 2005
- Élections parlementaires de 2005 pour le District 22 Santiago

| Candidat                   | Pacte                     | Parti | Votes  | %     | Résultat |
| -------------------------- | ------------------------- | ----- | ------ | ----- | -------- |
| Ricardo Hormazábal Sánchez | Concertation Démocratique | PDC   | 9268   | 8,06  |          |
| Carolina Tohá Moraux       | Concertation Démocratique | PPD   | 45 769 | 39,79 | Députée  |
| Claudia Pascual Grau       | Juntos Podemos Más        | PC    | 7478   | 6,50  |          |
| Claudia Manríquez Spicto   | Juntos Podemos Más        | PH    | 2959   | 2,57  |          |
| Alberto Cardemil Herrera   | Alliance pour le Chili    | ILD   | 32 827 | 28,54 | Député   |
| Carmen Ibáñez Soto         | Alliance pour le Chili    | RN    | 16 711 | 14,53 |          |

### Élections municipales de 2008
- Élections municipales de 2008, pour le Conseil Municipal de Santiago

(Le tableau ne montre que les candidats élus au Conseil Municipal)
| Candidat                 | Pacte                     | Parti  | Votes  | %     | Résultat               |
| ------------------------ | ------------------------- | ------ | ------ | ----- | ---------------------- |
| Ismael Calderón Larach   | Concertation Démocratique | PS     | 4.663  | 5,29  | Conseiller municipal   |
| Pedro García Aspillaga   | Concertation Démocratique | DC     | 5.217  | 5,92  | Conseiller municipal   |
| Claudia Pascual Grau     | Juntos Podemos Más        | PC     | 7.109  | 8,06  | Conseillère municipale |
| Jorge Alessandri Vergara | Alliance pour le Chili    | UDI    | 12.741 | 14,46 | Conseiller municipal   |
| Carolina Lavín Aliaga    | Alliance pour le Chili    | UDI    | 7.084  | 8,04  | Conseillère municipale |
| Bruno Baranda Ferrán     | Alliance pour le Chili    | RN     | 6.994  | 7,93  | Conseiller municipal   |
| Rodrigo Mekis Martínez   | Alliance pour le Chili    | Indep. | 5.216  | 5,92  | Conseiller municipal   |
| Loreto Schnake Neale     | Concertation Démocratique | PPD    | 3.527  | 4,00  | Conseillère municipale |

### Élections municipales de 2012
- Élections municipales de 2012, pour le Conseil Municipal de Santiago[9]

(Le tableau montre les candidats élus)
| Candidat                  | Pacte                        | Parti | Votes | %     | Résultat               |
| ------------------------- | ---------------------------- | ----- | ----- | ----- | ---------------------- |
| Claudia Pascual Grau      | Pour un Chili Juste          | PC    | 7957  | 10,01 | Conseillère municipale |
| Alfredo Morgado Travezan  | Pour un Chili Juste          | PPD   | 7744  | 9,74  | Conseiller municipal   |
| Carolina Lavín Aliaga     | Coalition pour le changement | UDI   | 7004  | 8,81  | Conseillère municipale |
| Felipe Alessandri Vergara | Coalition pour le changement | RN    | 6875  | 8,65  | Conseiller municipal   |
| Carlos Kubick Orrego      | Coalition pour le changement | UDI   | 4824  | 6,07  | Conseiller municipal   |
| Esperanza Alcaíno Cueto   | Coalition pour le changement | ILH   | 4148  | 5,22  | Conseillère municipale |
| Ismael Calderón Larach    | Concertation Démocratique    | PS    | 3967  | 4,99  | Conseiller municipal   |
| Loreto Schnake Neale      | Pour un Chili Juste          | PPD   | 3944  | 4,96  | Conseillère municipale |
| Pedro García Aspillaga    | Concertation Démocratique    | PDC   | 2803  | 3,53  | Conseiller municipal   |
| Leonel Herrera Silva      | Coalition pour le changement | ILH   | 2492  | 3,13  | Conseiller municipal   |